# Korkusova Huť
Korkusova Huť (německy Korkushütten) je malá vesnice, část města Vimperk v okrese Prachatice v Jihočeském kraji. Nachází se čtyři kilometry jižně od Vimperka. Prochází zde silnice I/4. Korkusova Huť je také název katastrálního území o rozloze 2,51 km².

## Historie
První písemná zmínka o vesnici pochází z roku 1625. Sklářská huť (odstavená v roce 1687) zde byla již v roce 1605. V letech 1938 až 1945 byla Korkusova Huť v důsledku uzavření Mnichovské dohody přičleněna k nacistickému Německu.

## Obyvatelstvo
| Rok            | 1869 | 1880 | 1890 | 1900 | 1910 | 1921 | 1930 | 1950 | 1961 | 1970 | 1980 | 1991 | 2001 | 2011 | 2021 |
| -------------- | ---- | ---- | ---- | ---- | ---- | ---- | ---- | ---- | ---- | ---- | ---- | ---- | ---- | ---- | ---- |
| Počet obyvatel | 131  | 147  | 130  | 109  | 106  | 127  | 124  | 47   | 62   | 59   | 69   | 59   | 43   | 14   | 35   |
| Počet domů     | 19   | 27   | 17   | 17   | 13   | 16   | 18   | 16   | 16   | 12   | 12   | 7    | 15   | 15   | 15   |

## Obecní správa
Při sčítání lidu v letech 1850–1960 Korkusova Huť byla samostatnou obcí, se kterým patřila nejprve do okresu Prachatice, ale v roce 1950 v okrese Vimperk. V letech 1961–1971 byla částí obce Klášterec v okrese Prachatice. Od 26. listopadu 1971 je částí města Vimperk v okrese Prachatice, kdy se konaly městské volby. V letech 1850–1879 k obci patřily Klášterec, Lipka, Michlova Huť a Solná Lhota a v letech 1850–1960 také Arnoštka.

## Pamětihodnosti
- Kostel Povýšení svatého Kříže
- Kaple, před bývalou sklárnou[12][13]

## Další fotografie

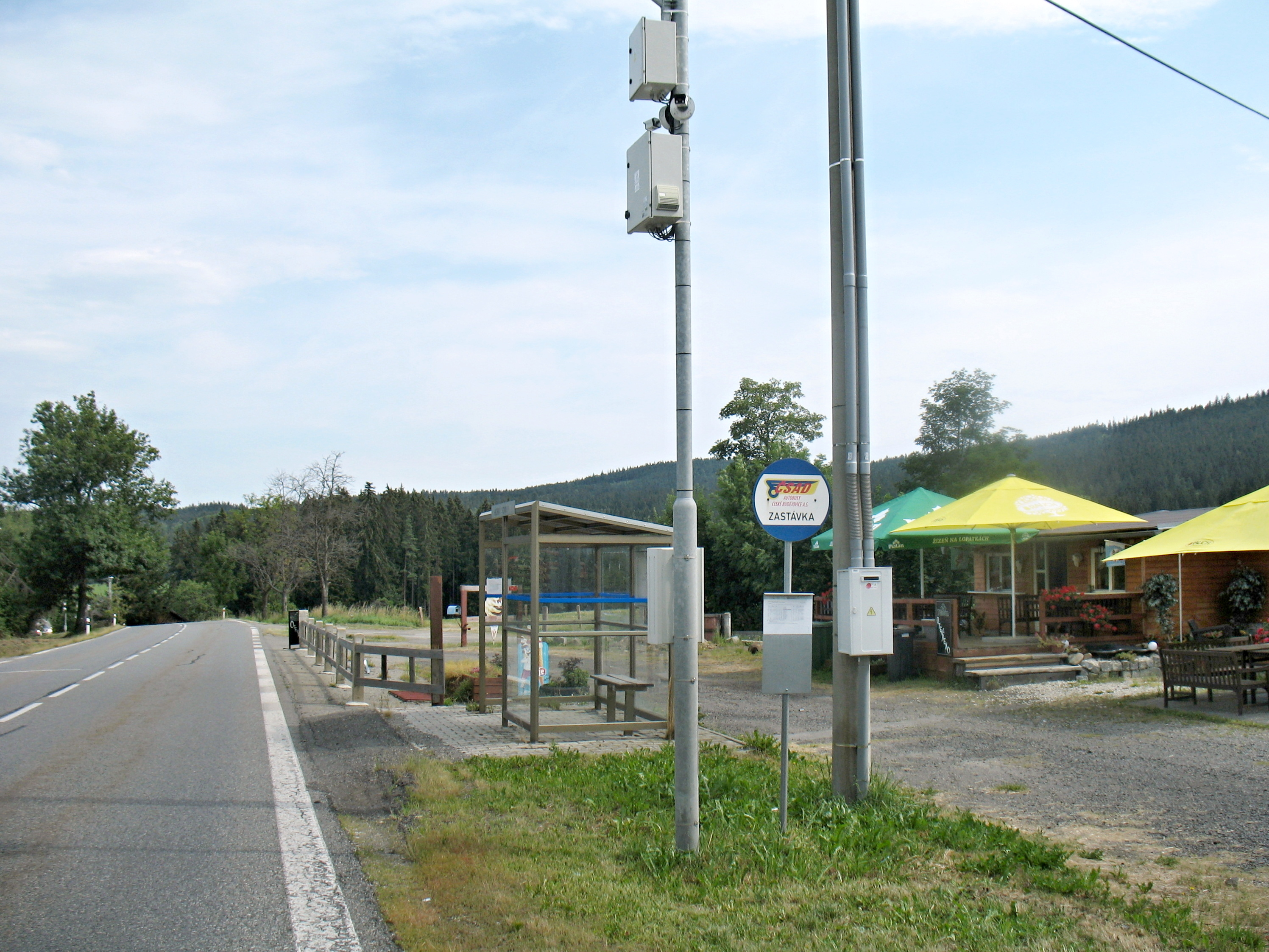
Zastávka a osvěžovna
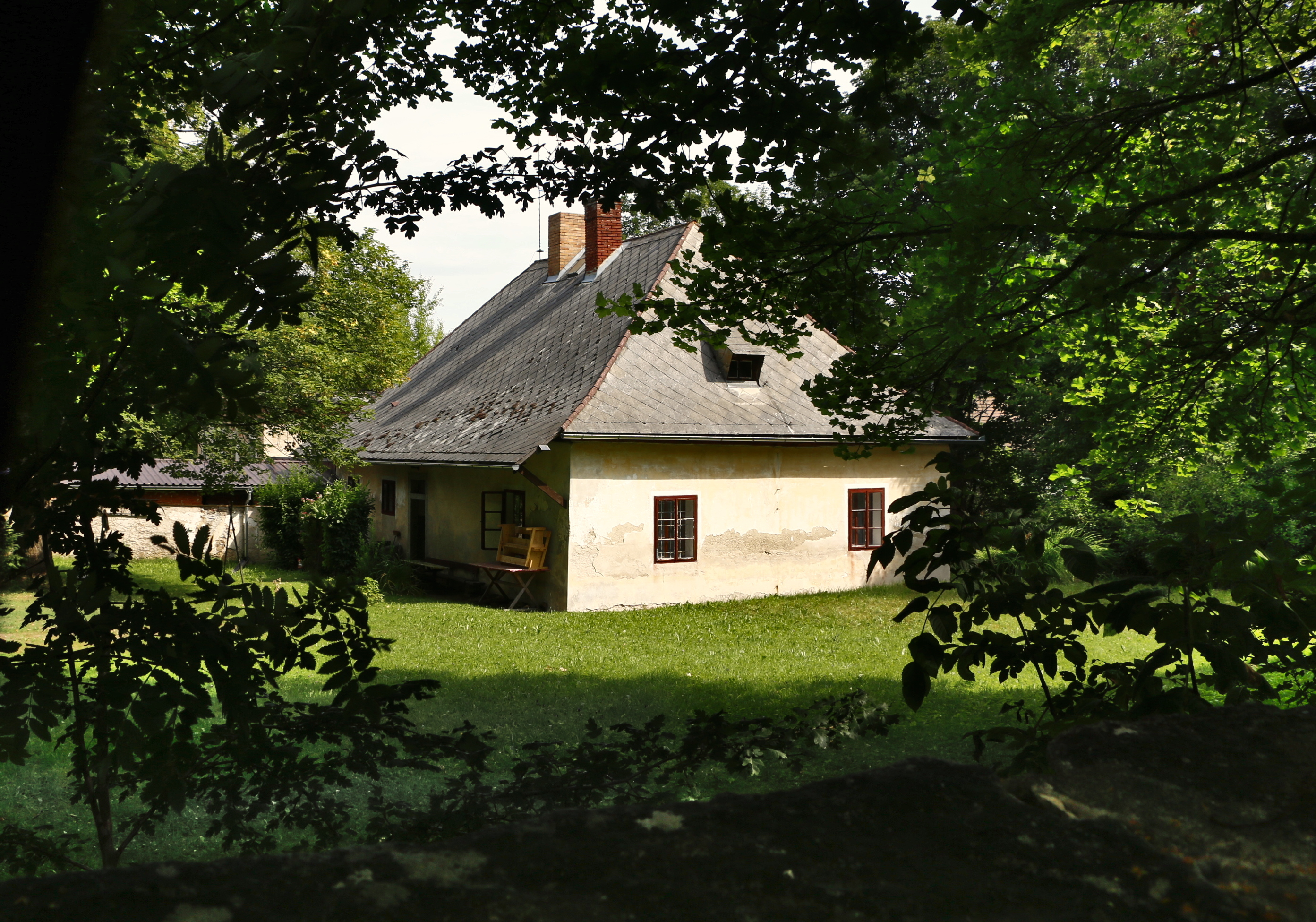
Fara u kostela
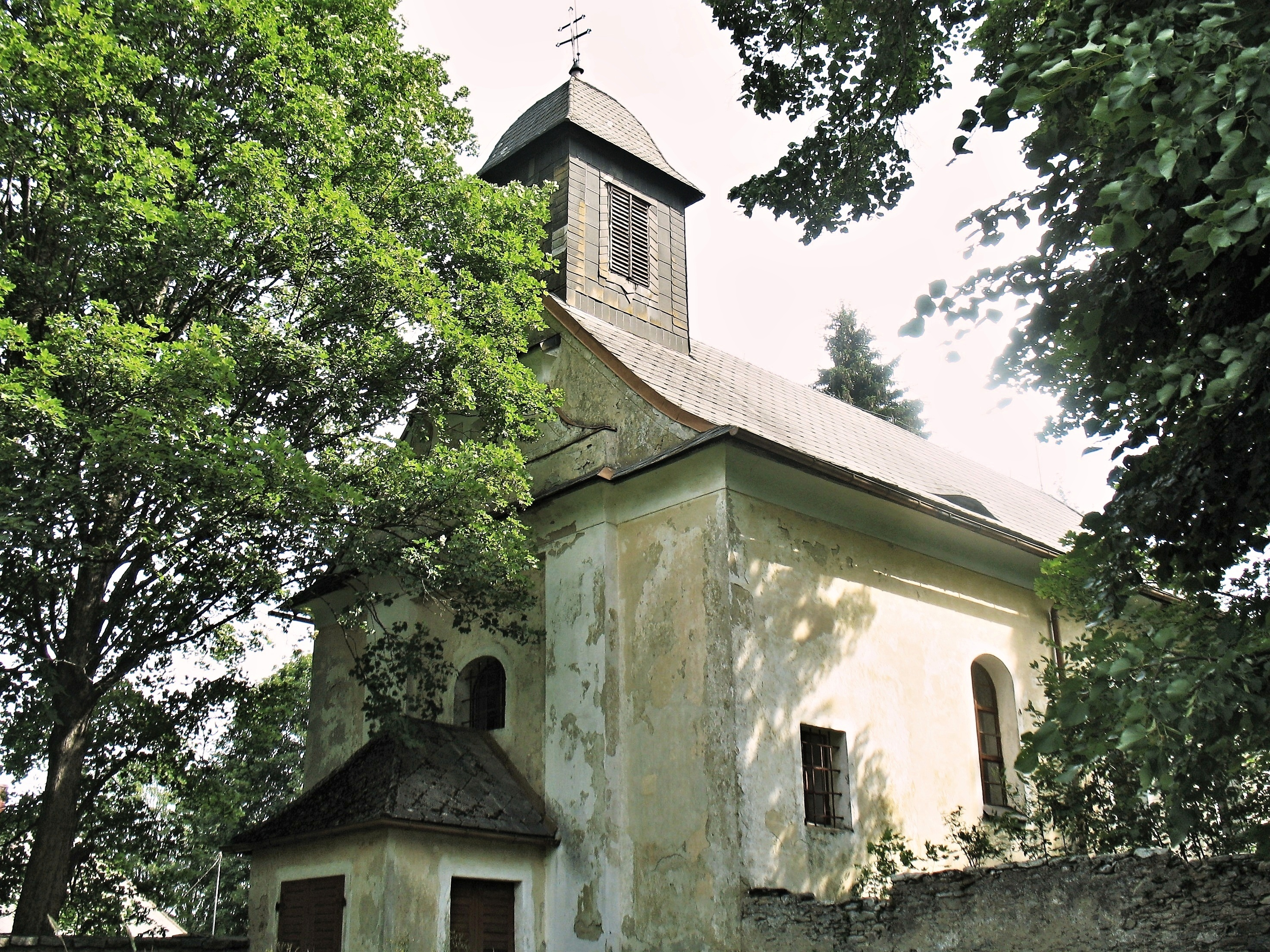
Kostel Povýšení svatého Kříže
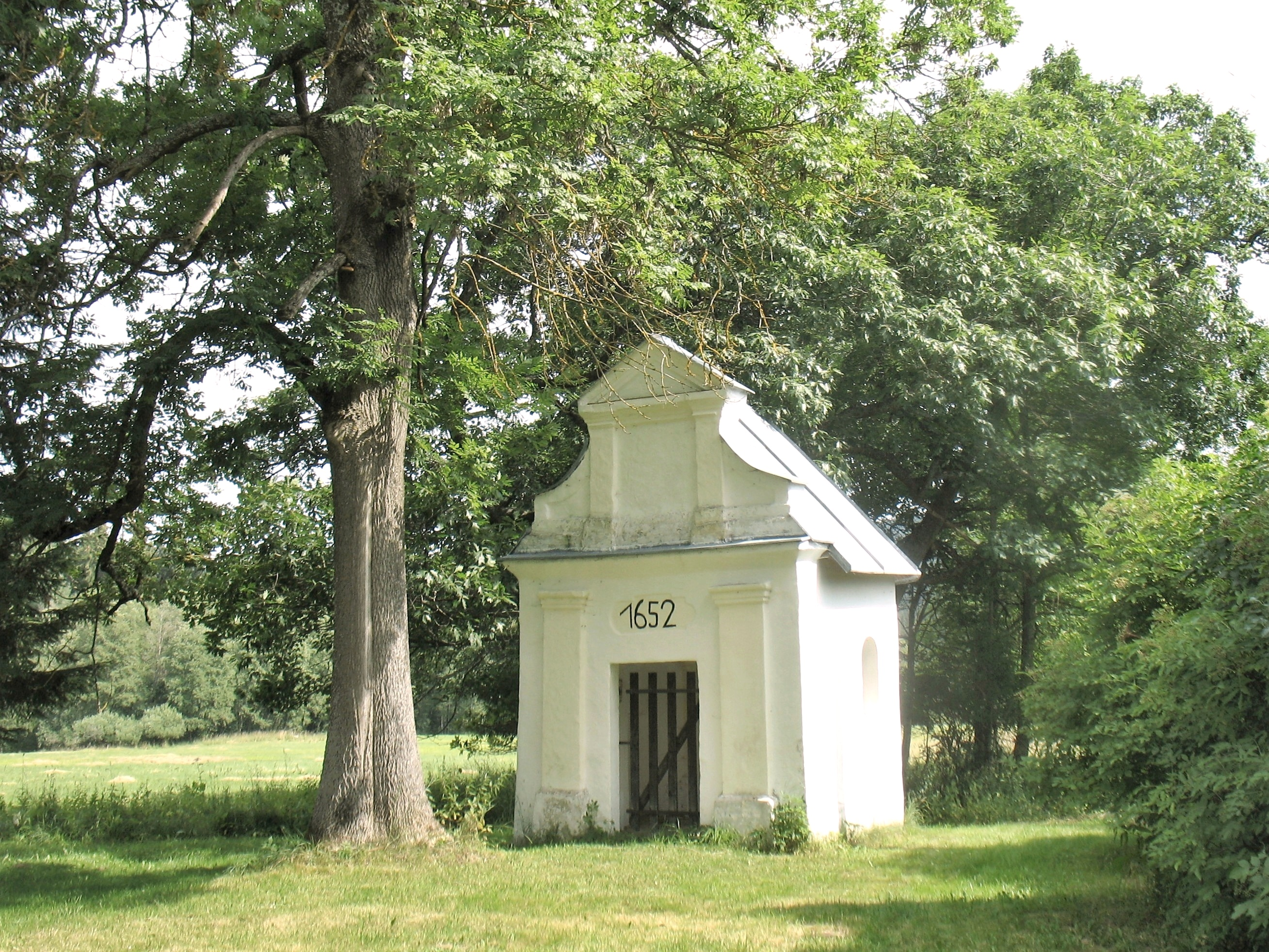
Kaple Nejsvětější Trojice
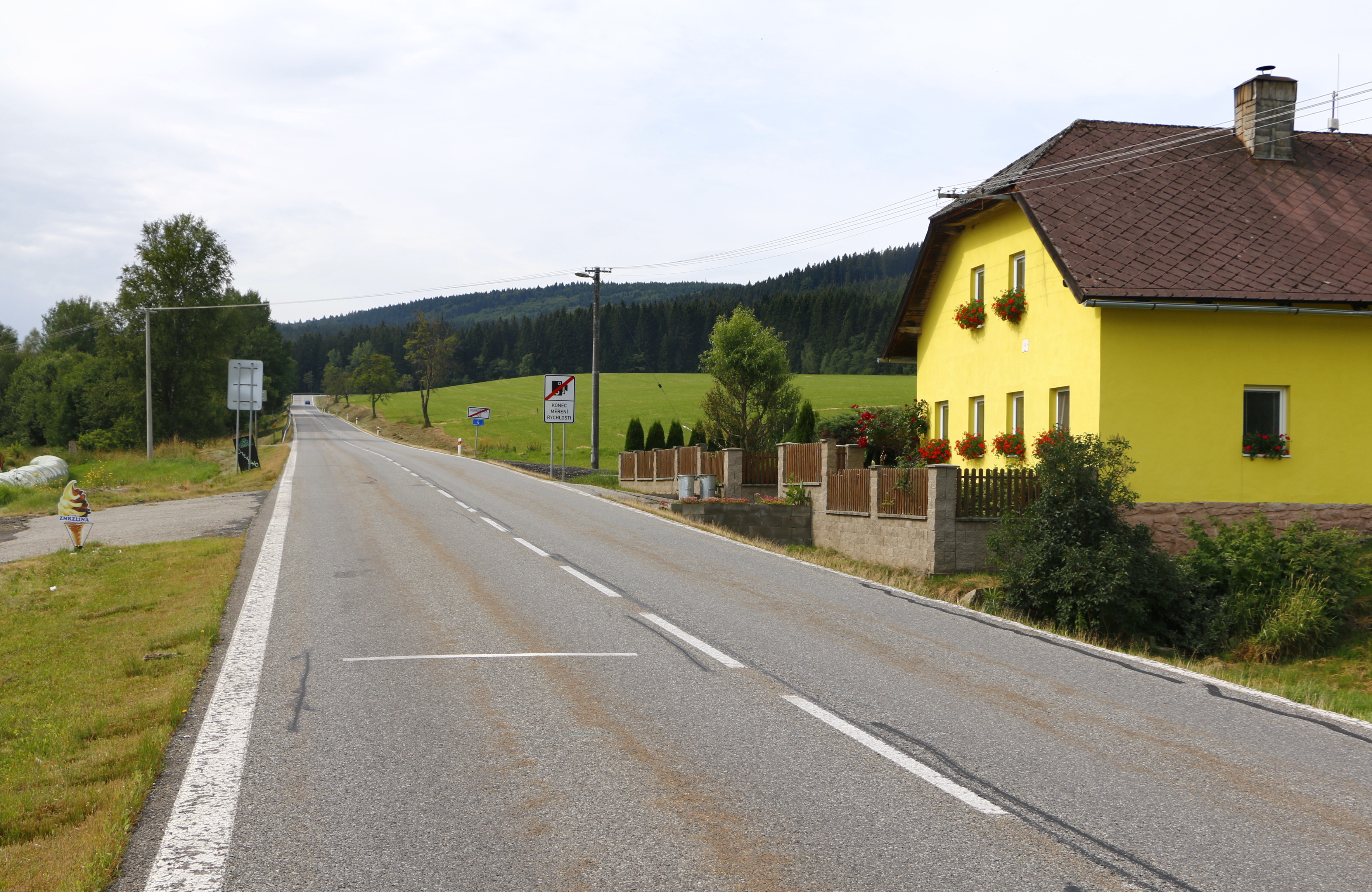
Silnice I. třídy č. 4